# Stanley Osher
Stanley Joel Osher (* 24. April 1942 in Brooklyn) ist ein US-amerikanischer angewandter Mathematiker.

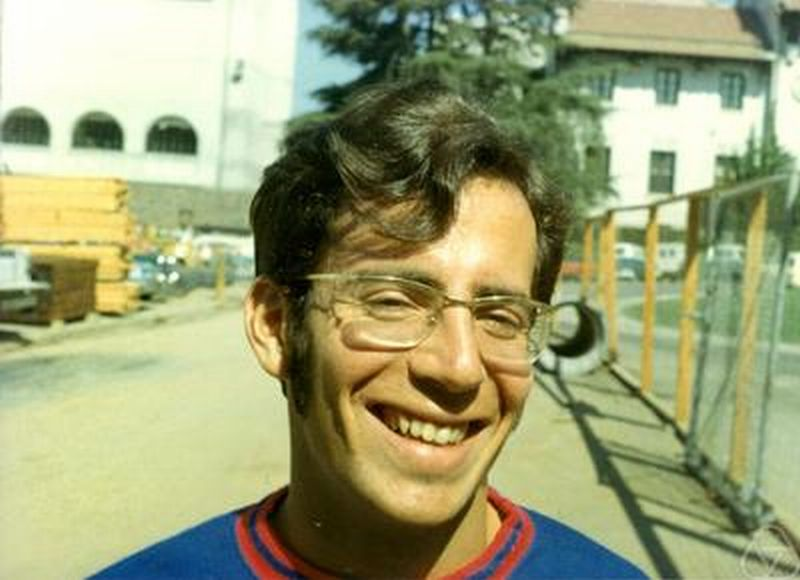
Stanley Osher 1968

## Leben und Werk
Osher studierte am Brooklyn College (Bachelor-Abschluss 1962) und  an der New York University, wo er 1964 seinen Master-Abschluss machte und 1966 bei Jacob Schwartz promovierte (Similarity properties of certain Volterra operators on Lp([0,1])). Als Post-Doc war er am Brookhaven National Laboratory. 1968 wurde er Assistant Professor an der University of California, Berkeley, 1970 Associate Professor und 1975 Professor an der State University of New York at Stony Brook und ist seit 1977 Professor an der University of California, Los Angeles (UCLA). An der UCLA ist er an Projekten des IPAM (Institute of Pure and Applied Mathematics) beteiligt und am CNSI (California Nanosystems Institute).
Osher ist mit James Sethian ein Pionier der Einführung der Level-Set-Methode zur Beschreibung bewegter Flächen und Fronten mit Anwendungen zum Beispiel in der Hydrodynamik, Kristallwachstum und Wärmeleitung, Bildverarbeitung und Computergrafik. Anwendung fanden seine Methoden beispielsweise in Tsunami-Simulationen in computeranimierten Spielfilmen. Außerdem befasst er sich allgemein mit numerischen Methoden für hyperbolische partielle Differentialgleichungen, insbesondere Näherungsmethoden für hyperbolische Erhaltungssätze, und Hamilton-Jacobi-Gleichungen, sowie auf partiellen Differentialgleichungen beruhenden Techniken für die Bildverarbeitung (wie Total-Variation-Diminishing-Verfahren). Er entwickelte auch das Osher-Solomon-Verfahren für die Behandlung von Stoßwellen in der numerischen Strömungsmechanik.
Mit Ami Harten, Björn Engquist und Sukumar Chakravarthy entwickelte er 1987 ENO (Essentially Non Oscillatory) Verfahren für die numerische Lösung hyperbolischer Erhaltungssätze.
1971 war er Fulbright Fellow, 1971/72 Sloan Research Fellow und 1982 Fellow des britischen Science and Engineering Research Council (SERC). Er ist Fellow der American Mathematical Society. 2002 erhielt er den Computational Mechanics Award der Japan Society of Mechanical Engineers. 2003 erhielt er den ICIAM Pioneer Preis der Society for Industrial and Applied Mathematics (SIAM) und außerdem 2005 den Kleinman Preis der SIAM. Seit 2009 ist er Mitglied der American Academy of Arts and Sciences sowie seit 2005 der National Academy of Sciences und seit 2018 der National Academy of Engineering. Für den Internationalen Mathematikerkongress (ICM) 2010 wurde er für einen Plenarvortrag ausgewählt (New algorithms in image science) und 1994 war er Invited Speaker auf dem ICM in Zürich (Subscale Capturing in Numerical Analysis). Er ist Ehrendoktor der Hongkong Baptist University und der École normale supérieure in Cachan. Für 2013 wurde er als John von Neumann Lecturer ausgewählt und 2014 erhielt er den Carl-Friedrich-Gauß-Preis auf dem ICM in Seoul.
Er ist Mitgründer und Präsident von Cognitech (Santa Monica) und 1998 gründete er die Firma Level Set Systems. Er war unter anderem Berater der NASA (deren Group Achievement Award er 1992 erhielt), von Schlumberger, am Lawrence Livermore National Laboratory und bei Rockwell International.

## Schriften
- mit Nikos Paragios (Hrsg.): Geometric level set methods in imaging, Vision, and  graphics. Springer, New York NY u. a. 2003, ISBN 0-387-95488-0.
- mit Ronald Fedkiw: Level Set methods and dynamic implicit surfaces (= Applied Mathematical Sciences. 153). Springer, New York NY u. a. 2003, ISBN 0-387-95482-1.
- mit Aleka MacAdams, Joseph Teran: Crashing Waves, Awesome Explosions, Turbulent Smoke, and Beyond: Applied Mathematics and Scientific Computing in the Visual Effects Industry. In: Notices of the American Mathematical Society. Bd. 57, Nr. 5, 2010, S. 614–623, (Online).